# Trachyzulpha
Trachyzulpha – rodzaj owadów prostoskrzydłych z rodziny pasikonikowatych i podrodziny długoskrzydlakowych. Jedyny z plemienia Trachyzulphini.

## Zasięg występowania
Przedstawiciele tego rodzaju występują we wschodniej i południowo-wschodniej Azji – od środkowych Chin i Tajwanu na północy, po Borneo i Jawę na południu. 

## Systematyka
Do Trachyzulpha zaliczanych jest 6 gatunków:
- Trachyzulpha annulifera Carl, 1914
- Trachyzulpha bhutanica Gorochov, 2014
- Trachyzulpha formosana Shiraki, 1930
- Trachyzulpha fruhstorferi Dohrn, 1892
- Trachyzulpha siamica Gorochov, 2014
- Trachyzulpha sinuosa Liu, 2014